# Calocaris granulosa
Calocaris granulosa är en kräftdjursart som beskrevs av Grebenyuk 1975. Calocaris granulosa ingår i släktet Calocaris och familjen Calocarididae. Inga underarter finns listade i Catalogue of Life.